# Víctor Avendaño
Víctor Avendaño   (Buenos Aires, 5 de juny de 1907 - Buenos Aires, 1 de juliol de 1984) va ser un boxejador argentí que va competir durant les dècades de 1920 i 1930.
El 1928 va prendre part en els Jocs Olímpics d'Amsterdam, on guanyà la medalla d'or de la categoria del pes semipesant del programa de boxa, en guanyar la final contra Ernst Pistulla.
Com a professional, entre 1930 i 1931, va disputar 5 combats, amb un balanç de 2 victòries, 2 derrotes i 1 combat nul.